# Pseudovesicaria digitata
Pseudovesicaria digitata là một loài thực vật có hoa trong họ Cải. Loài này được Rupr. miêu tả khoa học đầu tiên.